# Gerd Rexed
Gerd Astrid Elisabet Rexed född 23 mars 1954 i Södertälje, är en svensk journalist. Hon arbetar med SVT:s nyhetsprogram ABC.
Gerd Rexed är dotter till Bror Rexed och hans hustru läkaren Ursula, född Schalling. Efter gymnasiet arbetade hon bland annat som biblioteksassistent och bussförare 1974–1980, parallellt med studier vid Journalisthögskolan i Göteborg, där hon utexaminerades 1981. Efter att ha tjänstgjort vid P4 Sörmland och P4 Gävleborg 1981–1982 övergick hon 1982 till P4 Stockholm. Senare har hon arbetat länge som reporter och programledare vid ABC, Sveriges Televisions lokala nyhetsprogram för Stockholms län och Uppsala län.
Rexed var från 1983 gift med Allan Linnér.